# شيرين عبادي
شيرين عبادي (بالفارسية: شیرین عبادی) (21 يونيو 1947 -)، محامية إيرانية وقَاضِية ومُدافِعة عن حقوق الإنسان، وُلدت في همدان لأبٍ أستَاذ في القانون التجاري، وهِي مُؤسِّسة مَركَز الدِّفاع عن حُقوقِ الإنسَانِ في إيرَانَ.
تَخرّجت عام 1969 حَاملةً شَهادةً فِي القانون من جامعة طهران واجتَازَت بنجَاحٍ امتِحانَ القضاة. حَصَلت عام 1971 على بكالوريوس في القَانُون مِن جامعة طهران، عام 1975 ترأّست المَحكَمة التَشريعِية لتصبح أوَّل قَاضية في إيران قبل الثورة ولكنها أجبرت على الاستقالة بعد ثورة عام 1979. عكَفت على كتَابة المقَالات ونشرَت العَديد من الكُتب حتى تمكَّنت من الحصُول على رخصَة مُزاولةِ مهنَة المُحاماة عَام 1992.
دَافَعت عن عِدةِ مُعارضِين سياسيِّين كَعائلةِ داریوش فروهر وزوجَته بارفَانه اللذَين تعرضَا للضَّرب حتَى المَوت. عَام 2000 اتُّهمت بتوزيعِ شرائطَ تظهِر أحَد المتطرفين الدينِيين يفصحُ عن تورُّط المُحافظين فِي قَضايا تعذِيب، عام 2002 قامت بكتابةِ مُسودة قَانون ضِد الاعتداءِ الجسديِّ صَوت لهَا البرلمان الإيرانيِّ.
حصَلت عَلى جائزة نوبل للسلام في 10 أكتوبر 2003؛ لجُهودها في مجالِ الديموقراطية وحقُوق الإنسانِ، لا سيّما الأطفال والنساء واللاجئين، لتصبحَ أوّل إيرانيةٍ تحصُل على الجائزة.
وقد أثَار فوزُها بجائزةِ نُوبل جدلًا واسعَ النطاقِ في إيرَان؛ فقد نددت الصحف اليمينيةُ بالجائزةِ ووصفَتها بأنّها جزءٌ من مؤامرةٍ أجنَبية للضغطِ على إيرانَ. ووصف الرئيسُ الإصلاحيُّ محمد خاتمي الجائزةَ بأنها سياسيةٌ وغيرُ مهمة.
تعيشُ حاليًا خارجَ إيرانَ، وقد حصَلت على جائزة مانهاي التي حصلَ عليها نيلسون مانديلا.

## أسرتها وحياتها المبكرة
وُلدت شِيرين عِبادي في همَدان في الشَّمال الغربيِّ لإيرانَ في الواحدِ والعشرين من حزيران يونيو عام 1947 لأسرةٍ أكاديمية مسلمةٍ متَآلفة لا تميزُ بين البنينَ والبناتِ في المُعاملة، بعكسِ الكثيرِ من البيوتِ الإيرَانية وقتئذٍ. كَان والدُها مُحمّد علِي عِبَادي رئِيساً لمكتَبِ تسجِيل همَدان وقت ولادَتها، كمَا كانَ أحَد المحاضِرين الأُوَل في مجالِ القَانون التُّجاري. وقد ألّف العديد من الكتب، وكان على وشك أن يشغل منصب نائب وزير الزراعة، لكنه أجِبر على تَرك عمَله بعدَ الانقِلاب الذي أطَاح برَئيسِ الوُزراء مُحمَّد مصَدق عام 1953 ليعمل في منَاصب دُنيَا، وتوفّي عام 1993. بينما كرَّست والدتها جُلّ وقتها للعناية بأطفالها. لديها من الأشقاء أختَان وأخّ كلهم حاصلُون على التَّعليم العالِي.
انتقلَت مع أسرتِها إلى طهران في عُمر سنَة، واستقرَّت هُناك.

## تعليمها
تلقَّت شيرين تعليمها الابتدَائيّ في مدرسَة فَيروز كُوهي بطهران، وتعليمَها الثَّانوي في مدرسةِ رضَا شَاه كَابر. كما خاضت اختبارات التأهُّل لجامعة طهران، والتَحقت بكلية الحقوق عام 1965، وحصَلت على شهادتِها في القَانون بعد ثلَاث سنواتٍ ونصف. ثم خاضَت اختِباراتِ التأهُّل لقسمِ العدلِ، وبعد ستَّة أشهرٍ تقلَّدت منصِب قاضية في مَارس 1969. وخلال عمَلها قاضِية، واصلَت شيرين تعليمَها، لتحصُل على درجةِ الدكتوراة مع مرتَبةِ الشّرف من جامِعة طهران عام 1971.

## زواجها
تزوّجت شيرين في سن الثَّامنةِ والعِشرين من مُهندِس كهربائي يُدعَى «جوَاد تُوسلِيان» بعد فترةِ تَعارُف دَامت لمُدة ستَّة أشهُر منذُ ربيع عَام 1975، كان يشجِّعها على مُواصلةِ عمَلها. وقَد أنجَبا فتَاتين؛ نِيغار ونَرجِس. درَست نِيغار الاتِّصالات، وتوجَّهت إِلى جامعة مكغيل، بينما التَحقت الصُّغرى «نَرجِس» بجَامعةِ طهرَان لدِراسَة القَانونِ. وقَد انفَصلَت عن زَوجِها خلِال تواجُدها فِي المَنفى بعد تَدبِير النِّظام تُهمة الخِيانةِ له، واتهامِه بالزِّنا والحُكم عليه بالرَّجمِ حتى المَوت، ثم التَّراجُع عن الحكمِ مُقابلَ إلقَاء بيَانٍ في التِّلفازِ يتَّهم فيه شيرينَ بالعَمالةِ والخِيانةِ، وتسلِيم جوازِ سفره ومنعه من مُغادَرة البلادِ.

## عملها

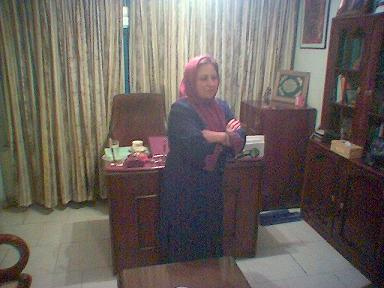
شيرين عبادي في مكتبها بطهران

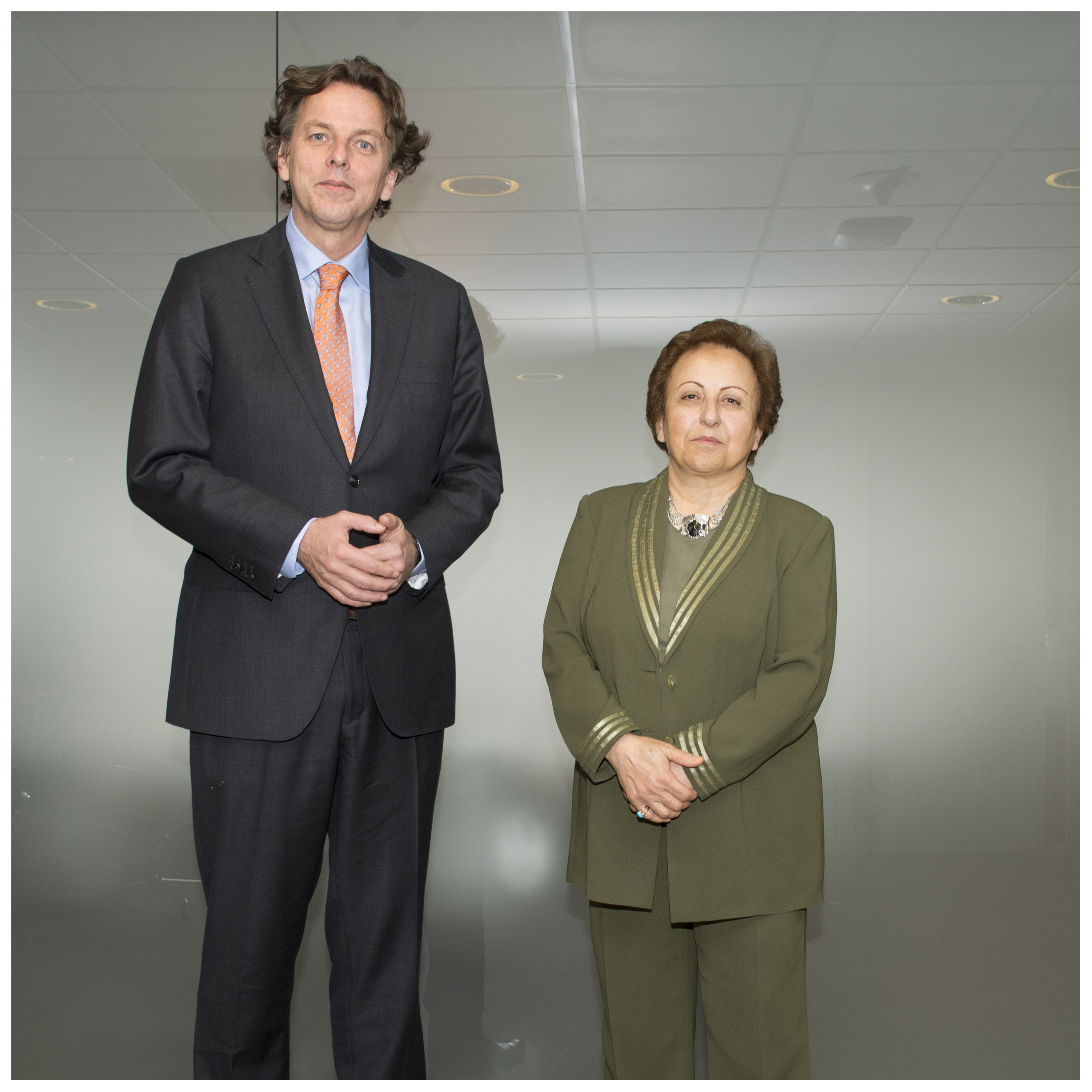
شيرين عبادي مع بيرت كوندرز وزير الخارجية الهولندي خلال مشاركتها في حملة "No women, no peace"

عام 1975 عمِلت شيرين كرَئيسِ هيئَةٍ في محكَمةِ طهران، لتُصبحَ أوّل قاضِيةٍ إيرانيَّة. وبعد أربَعِ سنواتٍ، انتصرتِ الثورَة الإسلاميّةُ الإيرَانيةُ، وتمّ إقصاؤها -هي وزَميلاتهَا من القَاضياتِ- عن العمَل عام 1979، ومنحهن وظائفَ مكتَبيَّة؛ فما كانَ منهنّ إلّا أن احتَججنَ على هذا القرارِ؛ فتم منحُهنّ مناصب «خبَراء» في وزارةِ العَدل. لم تتمكَّن شيرين من تحمُّلِ ذلِك الوَضعِ، فقدَّمتِ استقالَتها المبكِّرة، وتم قبُولها. اختارَت شيرين العمَلَ كمُحامية حرَّة. ونظرًا لإغلاقِ نقَابةِ المُحامينَ وإدارتِها من قِبَل السُّلطة القضَائية؛ لم تتم الموافقةُ على طلَبها، فمكَثت في المنزلِ لسنَواتٍ حتى حصلَت على رخصَةِ المُحامَاة عام 1992 وبدَأت نشاطَها الخاصَّ.
كما عُينَت أثناء حرب الخليج الأولى خبِيرَة في مكتب «حرَاسة القَاصرين والمرضى العقلِيين»؛ إذ تقُوم بتعيينِ حراس القُصر والمختَلين عقليًّا.
خِلال الفترة التي عزفَت فيها شِيرِين عنِ العَملِ، قامت بكِتابةِ العديدِ من الكُتبِ، بالإضَافة إلى المقالَات التي نُشرَت في الصحُف الإيرَانيةِ.
بُعَيدَ حصولِها على رُخصة المُحاماةِ، قامَت شِيرين بالدِّفاعِ في العدِيدِ من القَضايا؛ كقَضيةِ مقتلِ المُثَقفَين المُعارضَين داريُوش (زعيمِ حِزب الأمّة الإيرَانيّ) وزوجته بارفانه على يدِ الحُكومَة الإسلاميَّة في 22 نوفمبر 1998، واستمرت القضيةُ لسَنواتٍ.
كما مثَّلت عائِلاتِ ضحَايا القَتلِ المُتسلسلِ من عام 1999 حتى 2000 التي أدَّت إِلى مَقتَل 80 كَاتبٍ وَناشطٍ سياسيٍّ.
قامت شيرين كذلك بزيارَة أُسرةِ الطِّفلة «ليلَى» التي تمَّ اغتِصابُها وقتلُها من قبَل ثلاثَة رجَال في الحادِية عشرَة من عُمرها، وقد انتَحر أحدُهما، وقام النِّظام القَضائي المُجحف بالحُكم على الآخرَين بالإعدامَ، لكنه طالَب أهلَ الضحيّة بدفعِ المَال اللازم لتغطِية نفقَاتِ تَنفيذِ الحُكمِ، ما عجَزت أسرةُ الضحية عن توفِيره؛ فظلَّت القضِيةُ مفتُوحةً حتى يومِنا هذا.
عام 1997 قرأت شِيرين في الجريدَة خبرًا عن الطّفلةِ أريان غولشاني ذاتِ التِّسعة أعَوامٍ التي تَعَرضت للضَّرب المبرِّح والقَتل من قبَل وَالدها وعمِّها. كانتِ الطفلةُ قد انَتقلَت إلى حَضانةِ أَبيهَا بعد طلاقِ والدَيها رُغم توسُّلات الأم للمحكَمة وسجلِّ الأب المُتوَرط فِي قضَايا تزويرٍ وإِدمَان مُخدرات. تعرضتِ الطِّفلة للحَبسِ والتَّعذيب من قِبل والدِها، ومُنعت من الذَّهابِ إلى مدرَستها، كما قامَ عمُّها برفسِها لترتطِم رأسُها بجدَار الغرفةِ وتصابَ بارتجاجٍ دماغيٍّ تمُوت إثرَه بعد ساعاتٍ.
قامَت شِيرين بِتَنظيم مراسمَ عزَاءٍ وهميَّة للطِّفلَة لتنتَهزَ الفرصةَ للتَّوعيةِ بالقانُونِ المدنيِّ، وقامَ عمُّ جوَاد -زَوجهَا- رجلُ الدِّين بإلقَاء خُطبَة عصماءَ عَن الاعتِداء علَى الأطفَال هزَّت مشاعرَ الحضُور. أخيرًا عُقدَت المحاكَمةُ، وحكِم علَى الأبِ وزَوجته الأُخرى بالسَّجن لسنَة، وعلَى أَخيهِ قاتِل الطِّفلة بالإعدام.
وقَد لاقَت القَضيّة صَدى عَالميًّا؛ إذ أجرَت شبكةُ «سي إن إن» مقابَلةً مَع شيرين عِبادي ووالِدة أريَان 
وبفَضل جهود شيرينَ وغيرهَا، مُنِحت المطلَّقاتُ الإيرانيَّات حق حضَانةِ أطفَالهن من الجنسَين حتى سن 7 سنواتٍ، بَعد أن كانَ لهُن حقُّ رعَاية الذُّكورِ منهم فقَط.
في صَباح السَّابع من تموز/يوليو عام 1999 تم إِغلاقُ صحيفَةِ «سلَام» إِثرَ نَشرِها عددًا من المَقالاتِ التِي تربُط بينَ كبارِ المسئُولين وجرائمَ قتلِ الكَثير من مُعَارضي الحُكومة، مِمّا أثَار استِياءَ طلبَةِ الجامِعات؛ لِيقُوموا بمُظاهراتٍ في حرَم جامعةِ طهرَانَ فَور مَعرفتِهم بذلك. ما كان من الشُّرطة الإيرانية إلا أن باغَتت الجَامعَة وقامَت بأعمَالِ عُنفِ من ضَرب للطُّلابِ والطَّالباتِ وإلقاء لهم مِن الطَّابق الثَّالث وإِطلاق للنِّيران؛ الأَمر الذِي أَسفَر عن مَقتَل وإِصابَة الكَثير.
كان الشابُّ عزّت إبرَاهيم نجَاد ضِمنَ الطَّلبة المقتُولِين على يدِ الشُّرطةِ الإيرَانيةِ، وقد تطوَّعت شِيرين للدِّفاع عنه بلَا مقَابل. وأثنَاء سَير القَضيَّة، زارَها في مكتَبها «أمير فرشاد إبرَاهيمي» وأفادَ أنه ينتمي إلى مجمُوعة شِبه عسكَرية تُدعى «أنصَار حزبِ اللَّه» (لا علاقَة لها بالجمَاعَة اللُّبنانيَّة)، تستخدمُها السُّلطة الإيرانيَّة في أعمَال العُنف، وكانَت هي من قَامت بالهُجومِ على الطَّلبة، لكنَّه حَأول الاستِقَالة فتعرض للسَّجن والتَّعذيبِ. صوَّرت شيرين شرِيط فيديو يَعرض أقوَال فرشَاد لعَرضه في المَحكمة، كما سلَّمته إِلَى نَائِب وَزيرِ الدَّاخِليَّةِ. وقد أثَار ذلك غضَب السُّلطاتِ، فتم القبضُ عَلَيها واحتجازُها لمُدة ثلاثةِ أسابيعَ وحكم عليها بالسَّجن لمُدة خمسِ سنَوات وتعليقِ رُخصَة ممَارسةِ المحَاماةِ، فيما عُرف ب «قضيَّة صَانعي الشَّريطِ». تمَّ الإفراجُ عن شيرينَ فيمَا بَعد بكَفالةِ مِقدارها عشرُونَ مليُون تُومان (25 ألفَ دولارٍ).
مثلت شيرين أيضًا والدة المصورة الصحفية الإيرَانية الكندية زهراء الكاظمي الحامِلة للبطاقةِ الصحفيَّة والتِي توجَّهت إلى سجن إيفين لتَصويرِ الأهَالي البَاحثين عن أبنائِهم من طُلاب الجامعات المختَفين بعد اشتِراكِهم في مظاهرات تطَالبُ بتَغييرِ النِّظام؛ إذ اقتِيدت إلى السَّجن وتم احتجازُها واستجوابُها. أظهرَ تقريرُ الطب الشرعي تعرضَها للتَّعذيب والاغتصاب؛ مما أدى إلى إصَابتها بكسور في الجمجمة وكدمات ومن ثم وفاتُها في 11 يوليو 2003، فيما ادعت السلطات أنها قد توفت إثر جلطة دماغية.
القَضية الأهمُّ في حيَاة شيرين كانت عَام 2000 بعد اعترَاف الحُكومة الإيرَانية بتورُّطها في عمليَّات الاغتيالِ التي جرَت في أواخِر التِّسعينياتِ والتِي استهدَفت المثقَّفين المُعارضين. وخلال تصفُّح شيرين لمَلفات القضِية فُوجئت بأنها كانَت على قائمةِ المُستهدفين في عهد وزير الاستخبارات علي فلاحيان، لكنَّها نجَت من المَوت.

## آراؤها

### في السياسة

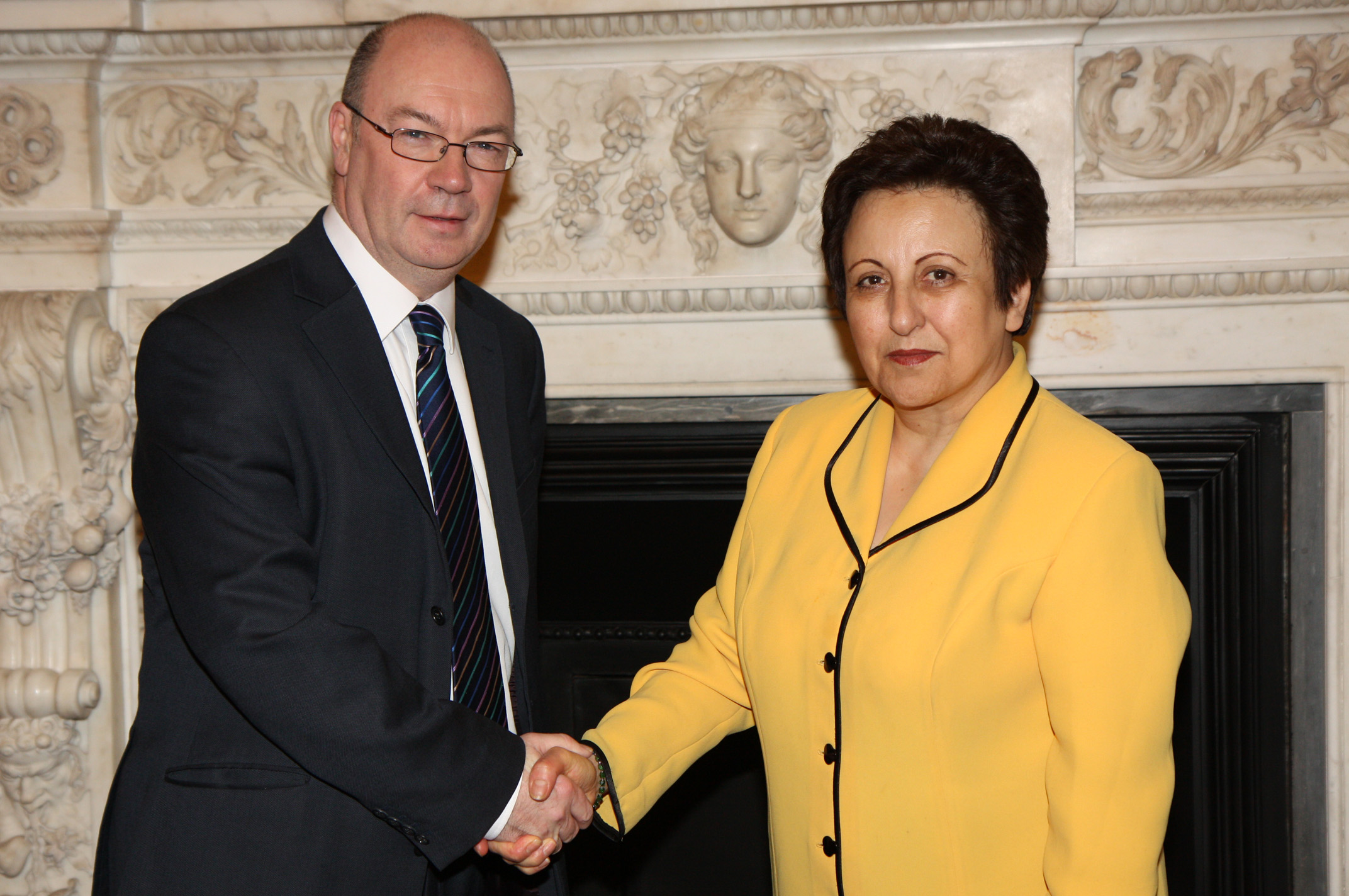
شيرين عبادي مع الدبلوماسي البريطاني أليستر بيرت

في كتابها «إيران تستيقظ» تشرح شيرين وجهات نظرها في الدين والسياسة والمساواة بين الجنسين.
عبَّرت شيرين عن حبِّها لِوطنِها إيرَان، وانتقَادِها للشَّاه، وقَد ناصَرت الثَّورة الإسلامِيةَ بقِيادةِ آيةِ الله الخُمينِي في البِدايةِ، وقامت بالتَّعاونِ مع مُوظفينَ وقضَاة آخرِين بطَرد وزيرِ العَدل من مَكتبهِ، وظلَّت مؤيِّدة للثَّورة حتى رحِيل الشَّاه مُحمد رِضا بَهلوي عن إيرَان في كَانون الثاني/يناير 1979 وانتِصارِ الثَّورة، لكن فِيما بَعد رأَت شِيرين في الثَّورة هزِيمةً شخصيةً لها؛ إذ تم إجبار النساء على ارتداء الحجاب، كما تم إقصاؤها عن منصبها كقاضية.
وعن الحرب العراقية الإيرانية تقول شيرين:
| شيرين عبادي | في معزل عن الحربين العالميتين، نَادرة هي الحُروب التِي بلغَت هذا المُستوى من الدَّموية في القَرن العِشرين. كانَت الحَرب العراقية الإيرَانية آخرَ حُروبِ الاستِنزافِ في ذلك القَرن حيثُ تتواجه دولَتانِ ذَاتا سِيادَة، قَبل تقدُّم التكنُولوجيا العَسكريّة، وتُرسلانِ مَوجاتٍ من الشُّبان إلى مَيادِين القِتال سيرًا على الأقدَام. كان صدَّام يتمتعُ بميزةٍ الوُصولِ إلى مَخازنِ الغَرب العَسكريَّة، فاشتَرى العناصر الكيميائية من الشَّركات الأُوروبيَّة الغَربيةِ وكمِّيات ضَخمة من الأسلِحة من الولايات المتحدة. في حين أن إيرَان الدَّولة الأكثرَ كثافةً في السُّكان كان لديها فَائضٌ من حَياةِ البَشر | شيرين عبادي |

في مؤتمر صحفي عقِب حُصولِها على جائزةِ نُوبل، أعلَنت عِبادي رفضَها للتدخُّل الأجنَبي في شئُون دولَتهَا: «الكِفاح من أجل حُقوقِ الإنسَان في إيرانَ يتم بواسطَة الشَّعب الإيرَاني، ونحنُ ضد أي تدخُّل أجنَبي في إيرَان».
لاحقًا، دافعَت شيرين عن برنَامجِ التَّطوير النَّووي الذي يقُوم به النظَام الإسلاميًّ قائلةً: «بالإضَافة إلى كونِه مبررًّا اقتصاديًّا، فهو أيضاً من دواعِي الفَخر لأمة ذات تاريخٍ عريقٍ، ولا تجرؤُ حكومةٌ إيرانِية أيًّا كانت أيديولوجيتها أو ديموقرَاطيتها أن توقفَ البرنَامج».
ومع هذا، ففي مقابلة أجرَتها عام 2012 أعرَبت شيرين عن قلقِها الشَّديد إزاءَ المُفاعل؛ إذ قالَت: «إن الشَّعب الإيرَاني يريدُ وقفَ تخصيب اليورانيوم لكن الحكومة لا تستَجيب، إن النَّاس خائفُون من كارثةِ ككارثة فوكوشيما. نحن ننشُد السَّلام والأمنِ والرَّفاهيةِ الاقتصاديَّة، ولا يمكننا التَّخلي عن حقوقنا الأخرى من أجل الطاقة النووية. عام 2009 انتفَضَ الشَّعب الإيرَانيُّ وتم قمعُ انتفاضته، والآنَ يقبعُ أغلبُ صحافِيي إيران في السَّجن، هذا هو الثَّمن الذِي يدفعُه الشعبُ». وفي مقابلة أجرتها عام 2015 أكدت شِيرين على ضَرورةِ التطرُّق إلى ملفِّ حقوق الإنسان في إيران خلال تفَاوض الحكُوماتِ الغَربيةِ مع إيرانَ حول العَلاقات الاقتصادية والاتفاق النووي.
عبَّرت شيرين أيضًا عن رأيهَا بخُصوص الصِّراع الفلسطينيِّ الإسرائِيلي. في أبريل 2010 قام اتحاد طلاب جامعة كاليفورنيا بإصدار مشرُوع قانون يطلُب من الجَامعة التبرؤُ ممَّا أسمَوه «جرائم الحرب» التي تقوم بها إسرائيل، وذلك عن طريق مقاطعة شركات التكنولوجيا التي تدعم الجيش الإسرائيلي. أيَّدت شيرين الوَثيقةَ بالإضَافةِ إلى ثلاثَة فائِزينَ آخرين بجَائزة نُوبل للسَّلام.
كمَا أيدت شِيرين التحرك الأخضر الإيراني، وأكدَت على أن الحركةَ مستمِرة رغم القَمع، بل تزداد قوةً كلَّ يَوم.

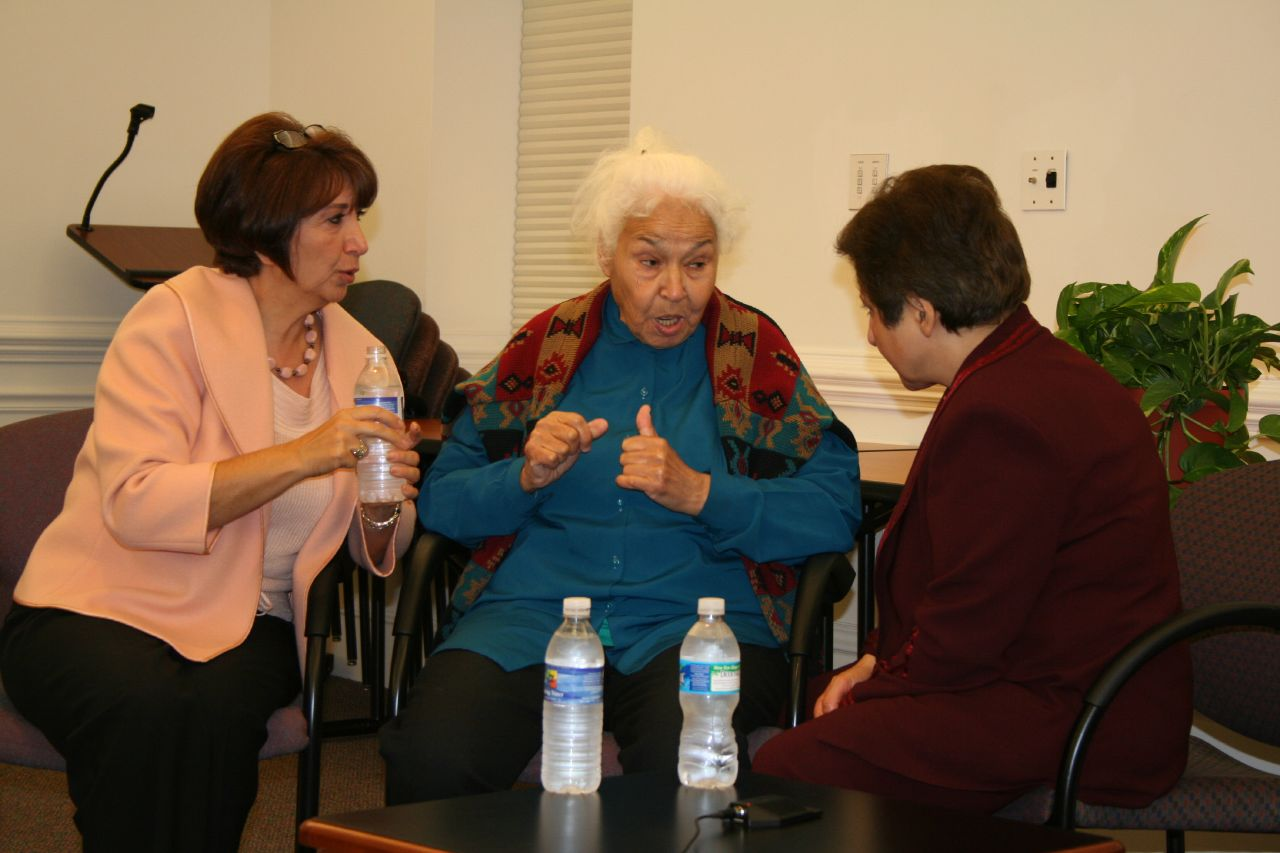
شيرين عبادي وشيرين إرشادي في مقابلة مع نوال السعداوي بجامعة ديوك

منذ فوز حسن روحاني في الانتخَاباتِ الرِّئاسيةِ عام 2013، أعرَبت شيرين في مُناسبات عديدةٍ عن قلقِها إزاء انتهَاكات حقُوق الإنسَان المتصاعدة في وطنها. وفي خطَابها في في ندوة اليوم العالمي لحقوق الإنسان في جامعة لايدن قالت: «سوف أصمت لكن مشكلات إيران لن تُحَل». وفي حديث مع إذاعة صوت ألمانيا تقُول شِيرين: «رَوحاني باعتِباره رَئيساً للبلاد هو المَسؤُول عن السُّلطة التنفِيذيةِ، وضمنَ مسؤولياتِه يندرجُ الالتزَام بالقَوانينِ وتنفيذِ الدُّستور الإيراني»، وترى أنه لا يستخدم صلاحياته بالشكل الكافي.
في ضوء تصاعدِ قُوة تنظيم الدولة الإسلامية (داعش)، قالت عِبادي في أبريل 2015 إنه على العَالم الغَربي أن ينفقَ مَزيدًا من الأموالِ على التَّعليمِ ووضع حد للفساد بدلًا من القتال بالبنادق والقنابل، وتبرر ذلك بأن التَّنظيم نابعٌ من أيديولوجيا مبنِية على تفسِير مغلُوطٍ للدين؛ فالقُوى المَادية لن تقضيَ على التَّنظيمِ الإسلاميِّ لأنها لن تقضِي على معتقداته.
وتؤمنُ شيرين بأهمِّية دورِ المَرأة في الأحدَاث الاجتمَاعية والسياسيَّة، وقد أبدَت أسفَها الشَّديد لمَا حدث بعد الثَّورة الإسلامِية من انتِهاك لحُقوقِ المَرأة ووضعِ قوانينَ تمييزِية ضدَّها بعدَ أن وقفَت جنبًا إلى جنبٍ مع الرَّجل أثنَاء الثَّورة، وتعرَّضت للاعتِقال والسَّجن والتعذِيب. وقد أيَّدت حملة المليون توقيع الحملة التي شنَّتها النسَاء في إيرانَ من أجل تغييرِ القَوانين التَّمييزية ضد المَرأة كالقَانون الذي يجعلُ شهادة المرأة القانونية أقل قيمة من شهَادة الرَّجل، ودافَعت عن المُشاركاتِ في الحَملة اللواتي تمت محَاكمتُهن، وأكدَت على أن نضَال المَرأة من أجل حقوقها لا يمثل تهديدًا للأمنِ القَومي.
| شيرين عبادي | إنَّ الديمقراطِية تتعَثر وتتراجعُ حيثُما تحجَب حقوقُ المَرأةِ.. الدِّيمقراطيةُ تسَاوي مكانةَ المَرأةِ.. ومعَ كلِّ مدرسةٍ نبنِيها للبنَات، نتقدَّم خُطوةً إلى الأمامِ نحوَ مكانةٍ أرفَع في تاريخِ الحضَارة. | شيرين عبادي |

أما عن الوضعِ السُّوري وعَلاقة سوريا بإيرانَ، تقُول شيرين: «سُوريا ليسَت مُجرد صديقَة لجمهورية إيران الإسلامية ولكنَّها أيضًا دُمية تحركُها الحُكومة الإيرَانية..وإذا سقط الأسد وإذا ما تسلَّمت حكُومة ديمقراطيَّة منتخبةٌ مقاليدَ السُّلطة في البلادِ، لن تكون تلك الحكُومة الدِّيمقراطِية مستعدةً لتصبح دُمية في يدِ أية دولَة أخرى، بالطَّبع ستفقِد إيران أحدَ أقربِ حلفائِها في المنطِقة».

### في الدين
تعتَز شيرين بكونِها امرَأةً مُسلمة لكن مُستَنيرة، وترى أن الدِّين بريءُ مما يحدُث باسمِه من انتِهاكَاتٍ لحقُوق الإنسَان، وأنه لا تعَارُض بين الدِّين والدِّيموقراطِية؛ فانتهاكُ حقُوق الإنسَان يحدُث في دولِ غير مسلِمة كالصِّين وكُوبا، إنما يرجعُ سببُها إلى الفَهمِ والتَّفسير الخَاطئ للدِّين.
فيما يتعلق بالإسلام السياسي ترى شيرين أن الأنظمَة الإسلاميَّة تطوّع الدين لخدمَة مصالحِ أفرَاد السُّلطة، وحتى تسُود الديموقراطية ينبَغي ألا تفرضَ الحُكومَات مُعتقداتِها على الأقليات بل أن تهتَم بحقوقهم، وهذا هو المعنَى الحقيقِي للديموقراطية.
أما عن المذهب الشيعي في إيران، قالت شيرين إنه بعد الفتح الإسلامي لفارس وتحوُّل إيران إلى الإسلام «في نهاية المطاف اعتنقنا المذهب الشيعي، بخلاف العرب السنيين» في إشَارة إلى أن الفرس لا زالوا مسلمِين لكن «كنَّا إيرانيين».

## جائزة نوبل

شيرين عبادي أثناء تسلمها جائزة نوبل للسلام

أثنَاء توَاجدها في بَاريس لحُضور مؤتمرٍ عن مَدينة طهرَان، اتصَل بها أحدُ أعضاءِ لجنَة جائزةِ نُوبل لإخبَارهَا بفَوزها بالجَائزةِ. حصَلت شِيرين على جَائزة نوبِل للسَّلام في 10 أكتوبر 2003 لجُهودهَا من أجل الديمُوقراطية وحقُوق الإنسَان لا سيَّما النِّساء والأطفَال، وقد أثنَت عليها لجنَة الجَائزة بصفَتها شخصيَّة شجاعة لم تُذعن للتَّهديدات التي هددَت أمنَها الشخصِي وسلامَتها. بعد المؤتمرِ الصحَفي أتَى إليها موفَدان من السفَارة يحمِلان إليها مُصحفًا كهَديةٍ، كما أجرى معَها السَّفير اتصالًا هاتفيًّا. وقد لقِيت ترحيبًا كبيرًا من الشَّعب الإيراني، واحتشَدت الوُفود لاستقبَالها في المَطار حاملةً زهورًا بيضَاء، كما أنشد طلابُ الجَامعة النَّشيد الحمَاسي «يار دبستاني»، تقول شيرين:
| شيرين عبادي | كانت الموسيقى حزينة لكنها تبث الحماسة، وللمرة الأولى منذ فترة لا أستطيع تذكر طولها شعرت بالأمل عندما وصلوا إلى السطر الذي يقول: "أي أيد غير يدي ويديك تستطيع إزاحة هذا الستار؟" | شيرين عبادي |

انتقد المسئُولون الإيرَانيون شيرين لعدم تغطِية شَعرِها في حَفل استِلام الجَائزةِ، كما وصفُوا الجَائزةَ بأنها عمَل سياسيُّ قامَت به مؤسسةُ موَاليةُ للغرب. وقد ذكَرت وكالة الأنباء الإيرانية في أسطرَ قليلةٍ أن صُحف المَساء ووسائل الإعلام الإيرَانيةَ قد انتظَرت لسَاعاتٍ قبلَ نشرِ قرارِ لجنة الجائزَة، وتم ذكرُ الخبرِ في نهاية نشرةِ الأخبار الإذاعية.
لم يهنِّئ الرئيس الإصلاحي محمد خاتمي السَّيدة شيرين بالجَائزة، وصرّح بأن أهمِّية جائِزة نُوبل للسَّلام لا ترقَى إلى جائزة نوبِل التي تُمنَح في المَجالاتِ العلمِية.

## ما بعد جائزة نوبل

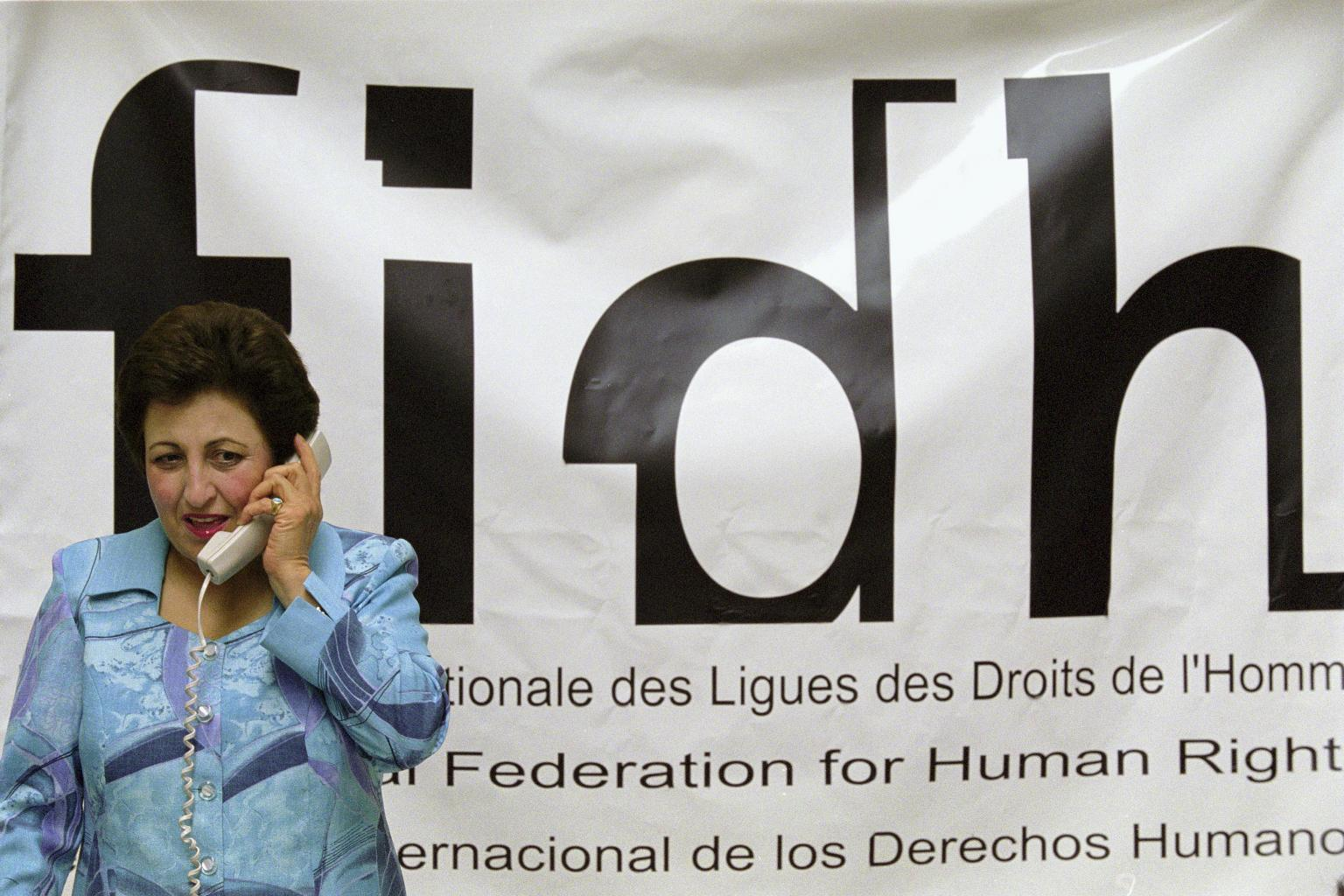
شيرين عبادي في الفدرالية الدولية لحقوق الإنسان، 15 نوفمبر 2003

شكلت النساء أكثرية الحشد الذي استقبل شيرين عبادي في المطار

استقبال شيرين عبادي في المطار

منذ تسلُّمها جَائزة نُوبل للسَّلام، قَامت شِيرين بالتَّدريس وتلقِّي الجَوائز من مُختلف البُلدانِ، كما أصدَرت تصريحاتٍ عديدَة ودافَعت عن المُتهمين السِّياسيين في إيرَان. كما سَافرَت وتحدَّثت إلى الجَماهيرِ في الهِند والوُلايات المتَّحدة وغيرها من الدَّول. وقد أنشَأت «مُبادرة النِّساءالحَاصلاتِ على جائِزة نُوبل» (بالإنجليزية: Nobel Women's Initiative) لتعزيز السلَّام والعَدالة والمُساواةِ من أجلِ المَرأة.

### تهديدات
في أبريل 2008 أخبَرت شيرين وكَالة الأنبَاء رويترز أن سجِل حقوق الإنسان في إيران قد ترَاجع في العَامين الأخيرَين. وقد وافقت على الدفاع عن البهائيين الذين قُبِض عليهم في مايو 2008.
أصدرت شيرين تصريحًا في أبريل 2008 تقول فيه: «إن التَّهديدات بشَأن أمني وحياتِي وعائِلتي، والتِي بدأت مُنذ وقتٍ مضى قد أخذَت تشتَد»، وأنها أصبحت تتَلقى تهدِيداتٍ تحذِّرها من إلقَاء الخُطب في الخَارج والدِّفاع عن الأقلِّية البهائية في إيرَان. وفي أغسطس 2008 نشَرت وكالة أنباء الجمهورية الإسلامية مقالًا ينددُ بدفَاع شيرين عن البهَائيينَ ويتّهمُها بتَلقي الدَّعم من الخَارج. كما انتقَدوا دفَاع شيرين عن المثليين، وظُهورَها بلا غطاء للرَّأس في الخَارج والدِّفاع عن عملاءِ المخابرات المَركزية الأمريكِية. كما اتهَموا ابنتَها الصُّغرى «نرجِس تُوسليان» بالتَّحول إلى العَقيدة البهَائيّة، الأمرِ الذي يعَاقبُ عليه القَانون في إيرَان بالإعدَام. تقُول نرجس أن الحكومةَ أرادت إخافةَ والدتِها بهذه الروايةِ المُختلَقة، وترى عِبادي أيضًا أن كلَّ هذا الهُجوم هو انتقامٌ لموافقَتها على الدِّفاع عن البهائيين السَّبعة الذِين تمَّ اعتقالُهم في مايو.
في ديسمبر 2008 أغلقَت السلطاتُ الإيرانِية مكتبَ حقوقِ الإنسَان الذي تُديرُه شِيرين، كما أعربت مُنظمةُ هيومن رايتس ووتش عن قلقِها بشَأن سلَأمة شِيرين.

### الجدول الزمني لما بعد الجائزة

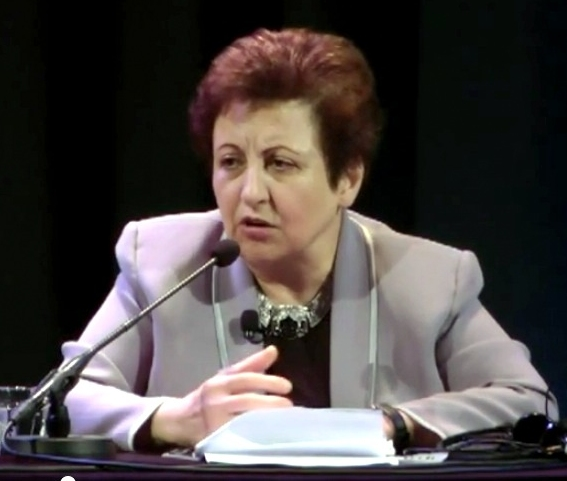
شيرين عِبادي خلال إلقائها محاضرة في جامعة أمستردام

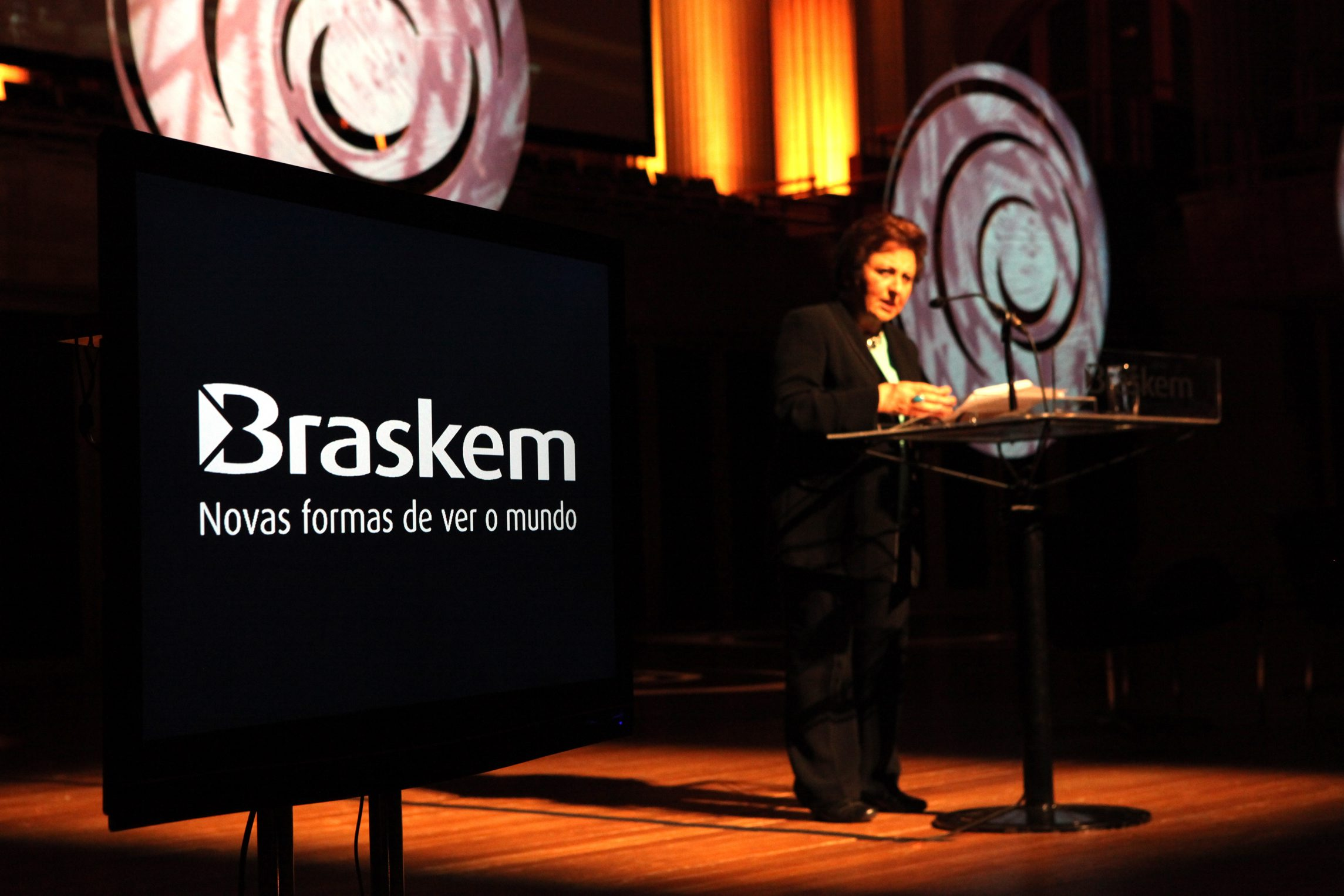
شيرين عِبادي في ساو باولو لمناقشة حقوق الإنسان ووضع المرأة في إيران

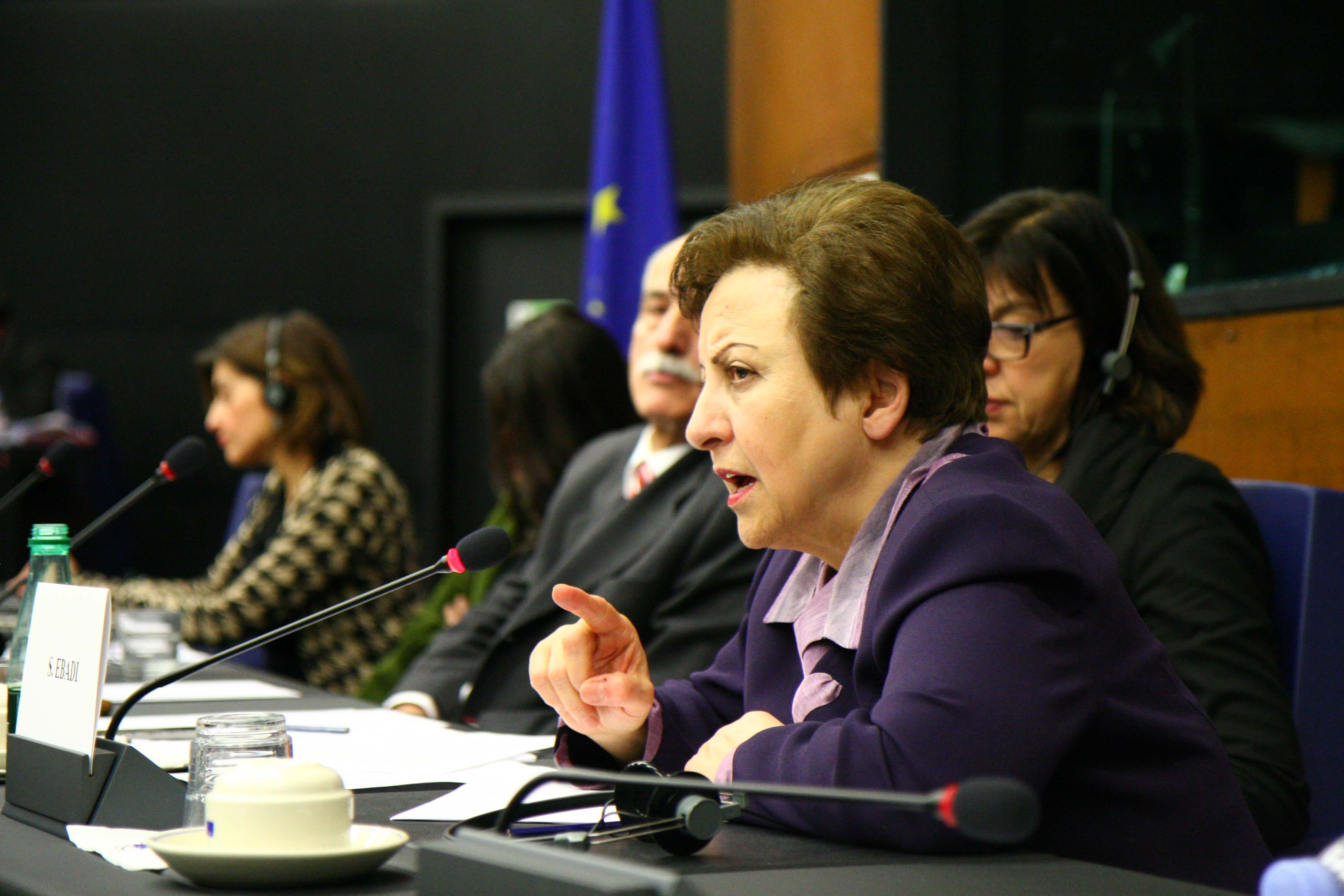
شيرين عبادي أثناء تمثيلها للمحامية الإيرانية نسرين سوتوده في حفل حصولها على جائزة سخاروف لحرية الفكر عام 2012

### دعوى ضد صحيفة كيهان

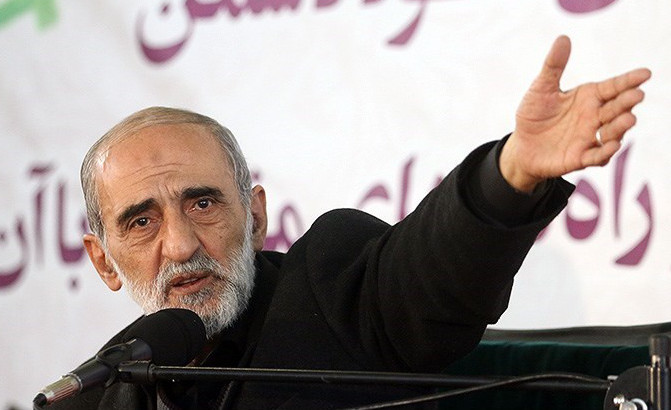
حسين شريعتمداري رئيس تحرير صحيفة كيهان

## مؤلفاتها

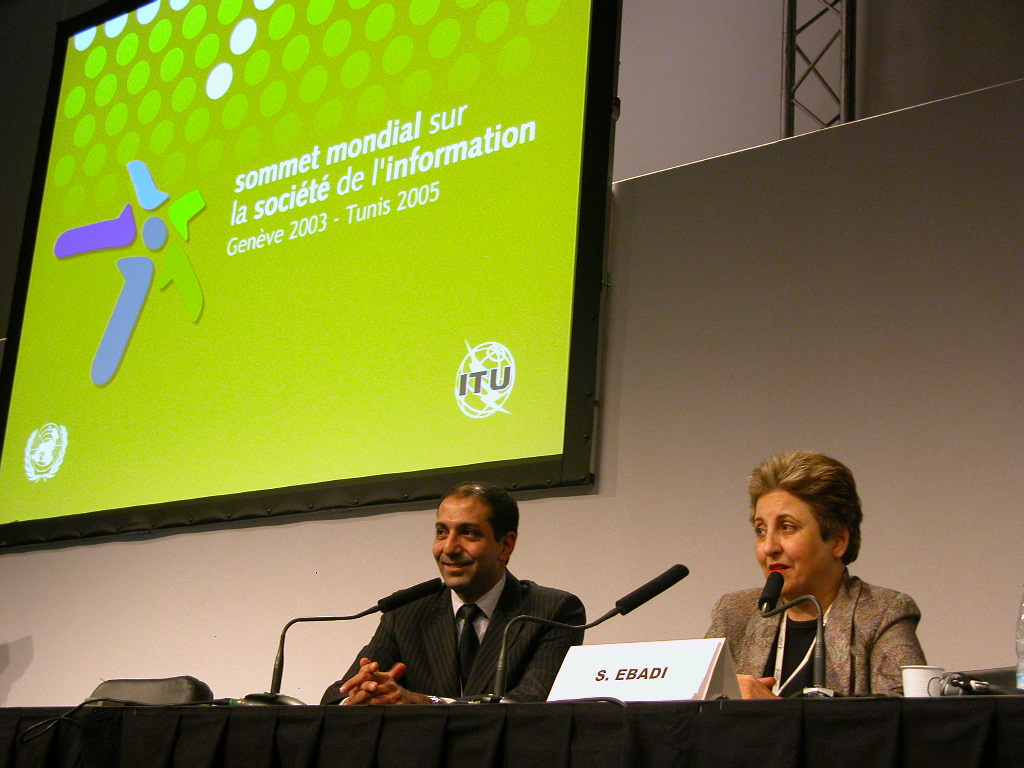
شيرين عبادي في القمة العالمية حول مجتمع المعلومات عام 2005

## جوائز وتكريمات

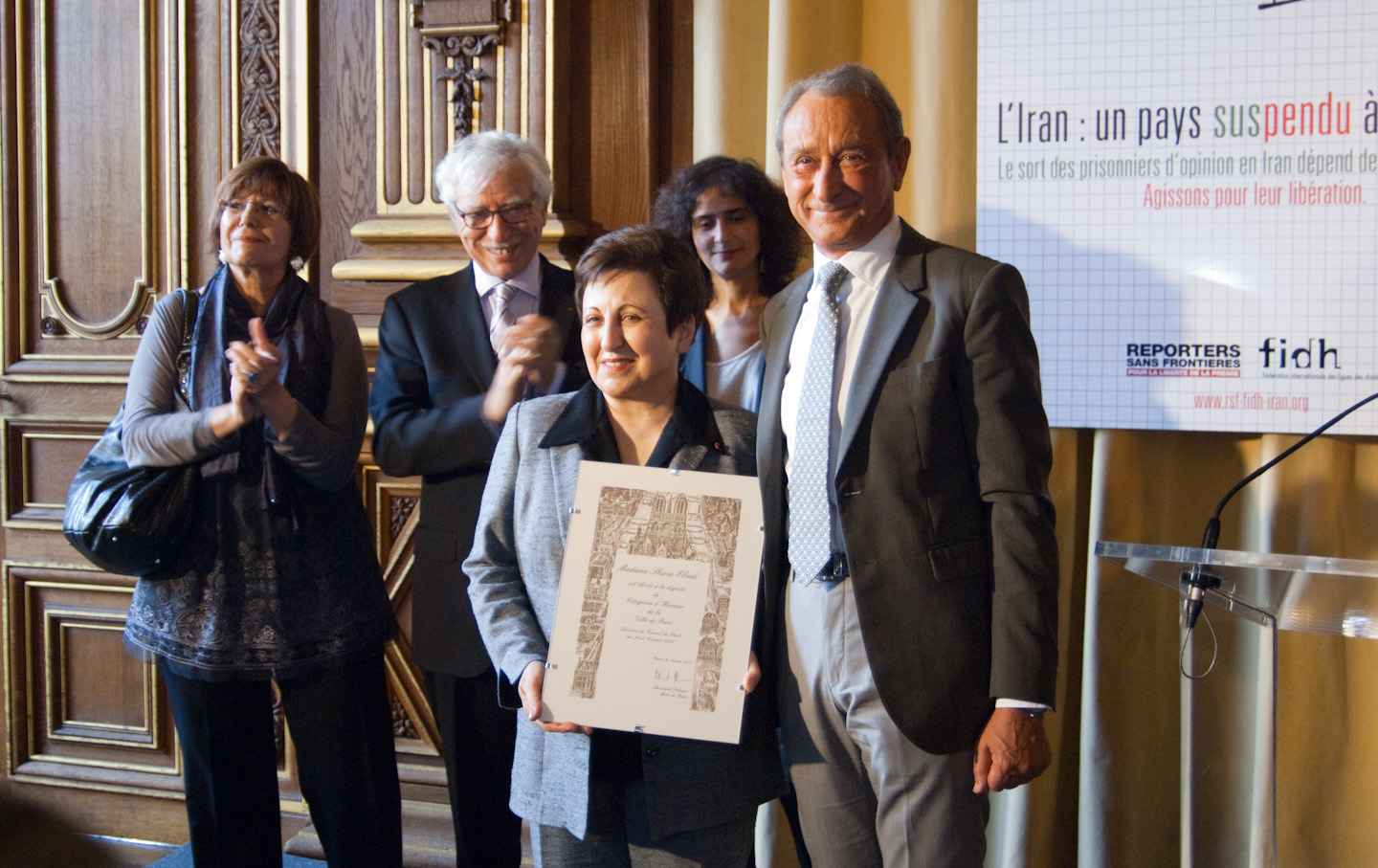
شيرين عبادي في باريس أثناء حصولها على وسام المواطن الفخري

شيرين أثناء استلامها جائزة بون الدولية للديموقراطية بألمانيا (مع أيريك بيترمان مدير دويتشه فيله (على اليمين)، و يورغن نيبتش عمدة مدينة بون